# ایکویا ساواکی
ایکویا ساواکی (انگلیسی: Ikuya Sawaki؛ زادهٔ ۲۵ اوت ۱۹۵۱) صداپیشگی در ژاپن اهل ژاپن است. وی از سال ۱۹۷۶ میلادی تاکنون مشغول فعالیت بوده‌است.